# Alice Krige
Alice Maud Krige (ur. 28 czerwca 1954 w Upington) – południowoafrykańska aktorka filmowa.

## Życiorys[1]
Urodziła się w 1954 roku w Upington w Republice Południowej Afryki. W RPA spędziła dzieciństwo i młodość. Studiowała psychologię na Rhodes University w Grahamstown, ale studiów nie ukończyła. Później przeniosła się do Londynu, gdzie studiowała aktorstwo na Central School of Speech and Drama.
Zadebiutowała jako aktorka w 1979 roku w brytyjskiej telewizji. W 1980 roku pojawiła się w filmie Opowieść o dwóch miastach. W 1981 roku zagrała w filmie Rydwany ognia. W latach osiemdziesiątych występowała także na deskach teatrów. Pojawiała się też w filmach biblijnych Król Dawid (1985) oraz Józef (1995). W 1996 roku zagrała postać królowej Borg w filmie Star Trek: Pierwszy kontakt. Za tę rolę otrzymała Nagrodę Saturn w kategorii najlepsza aktorka drugoplanowa. Pojawiała się też w wielu serialach telewizyjnych (m.in. Beverly Hills, 90210)

## Filmografia[1]
- 1980: Opowieść o dwóch miastach (The Tale of Two Cities)
- 1981: Rydwany ognia (Chariots of Fire)
- 1981: Upiorna opowieść (Ghost Story)
- 1985: Król Dawid (King David)
- 1988: Nawiedzone lato (Haunted Summer)
- 1989: Zobaczymy się jutro (See You in the Morning)
- 1990: Max i Helena (Max and Helen)
- 1990: Beverly Hills, 90210
- 1992: Lunatycy (Stephen King’s Sleepwalkers)
- 1994: Honor Sharpe’a (Sharpe’s Honour)
- 1995: Józef (Joseph)
- 1995: Instytut Benjamenta, czyli ten sen, który nazywają życiem  (Institute Benjamenta, or This Dream People Call Human Life)
- 1996: Star Trek: Pierwszy kontakt (Star Trek: First Contact)
- 2001: Attyla (Attila)
- 2003: Dzieci Diuny (Children of Dune)
- 2006: Samotne serca (Lonely Hearts)
- 2006: Silent Hill